# 西墙广场

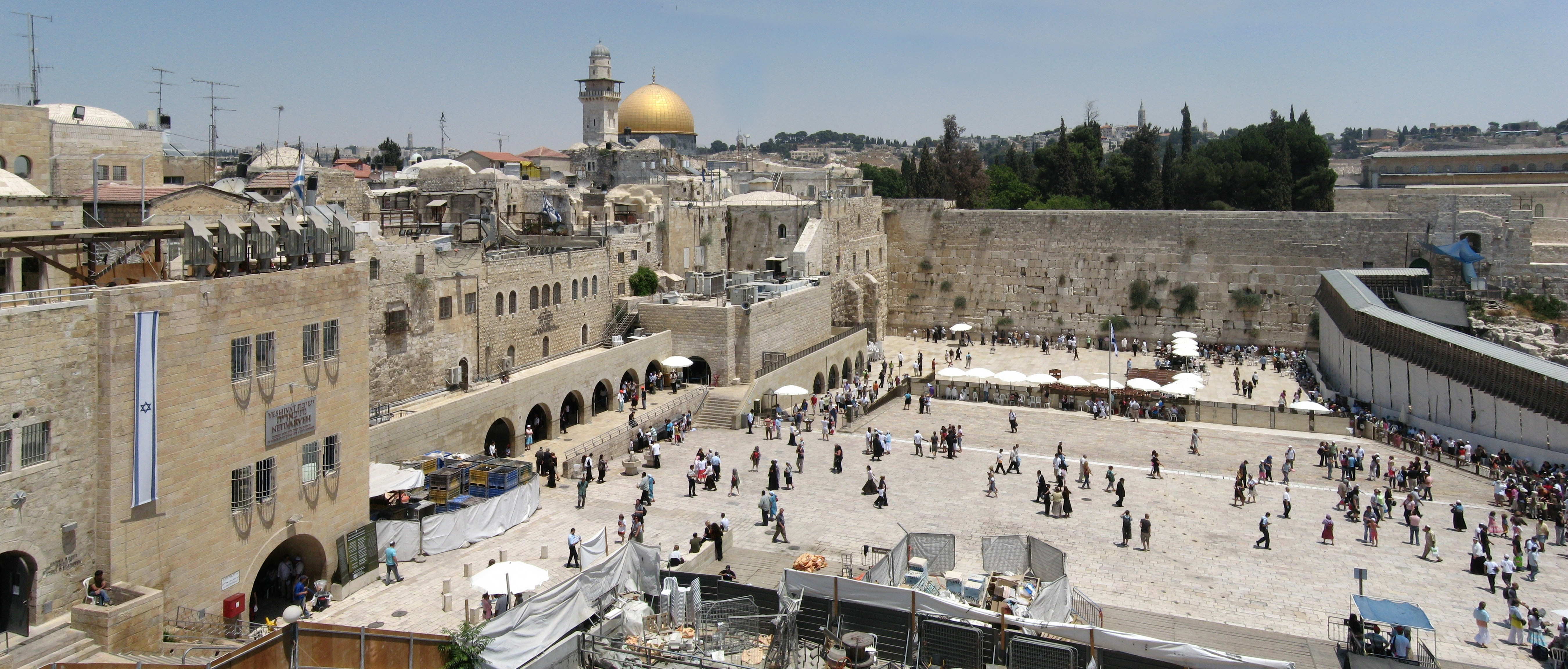

31°46′35.33″N 35°14′1.20″E / 31.7764806°N 35.2336667°E
西墙广场 (英語： 希伯來語：‎) 是位于西墙西侧耶路撒冷旧城的城市广场，於1967年六日戰爭以色列占领旧城後興建。廣場北面為世代链中心及西墙隧道；南端為耶路撒冷考古公园與粪厂门。

## 画廊

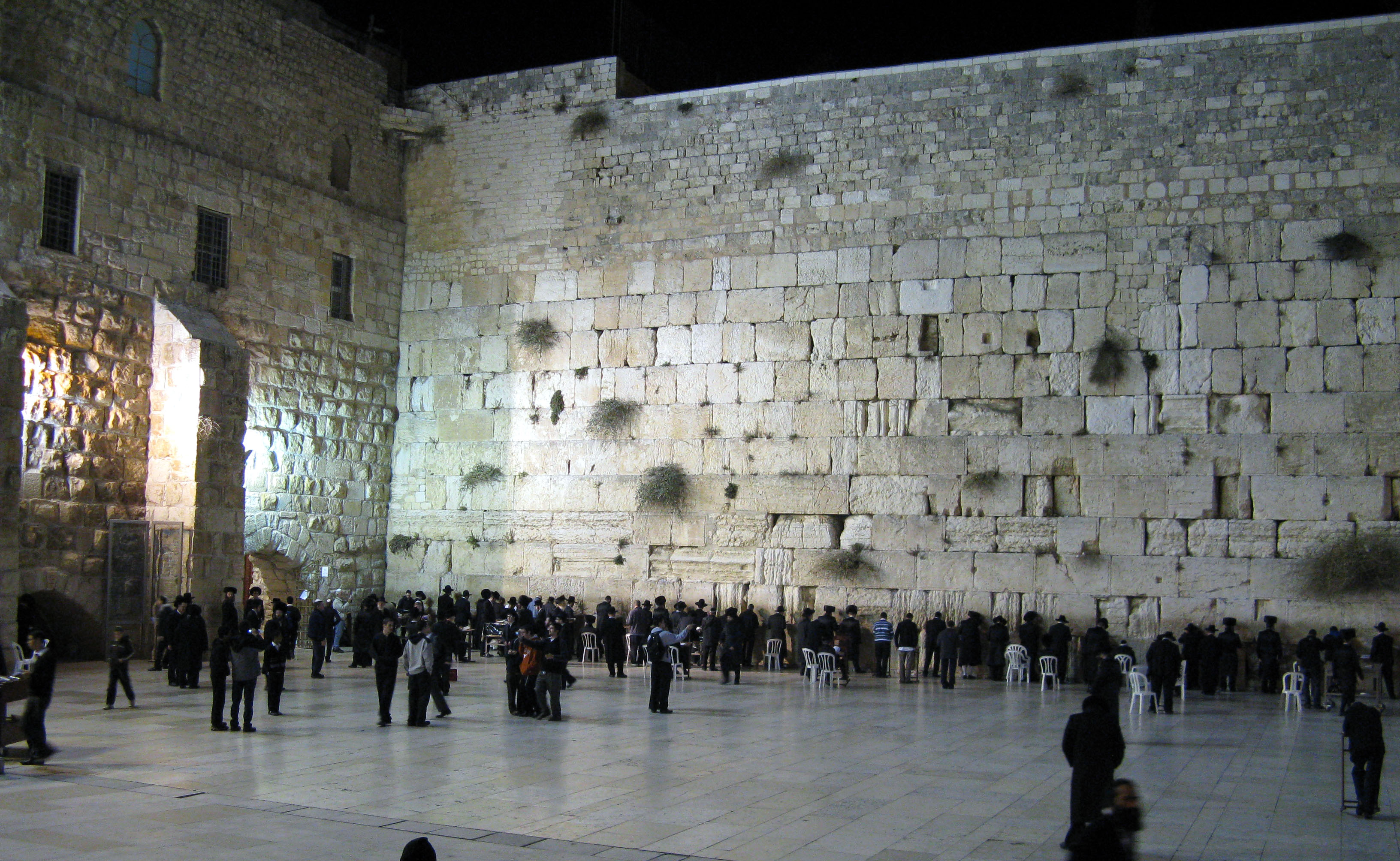
西墙
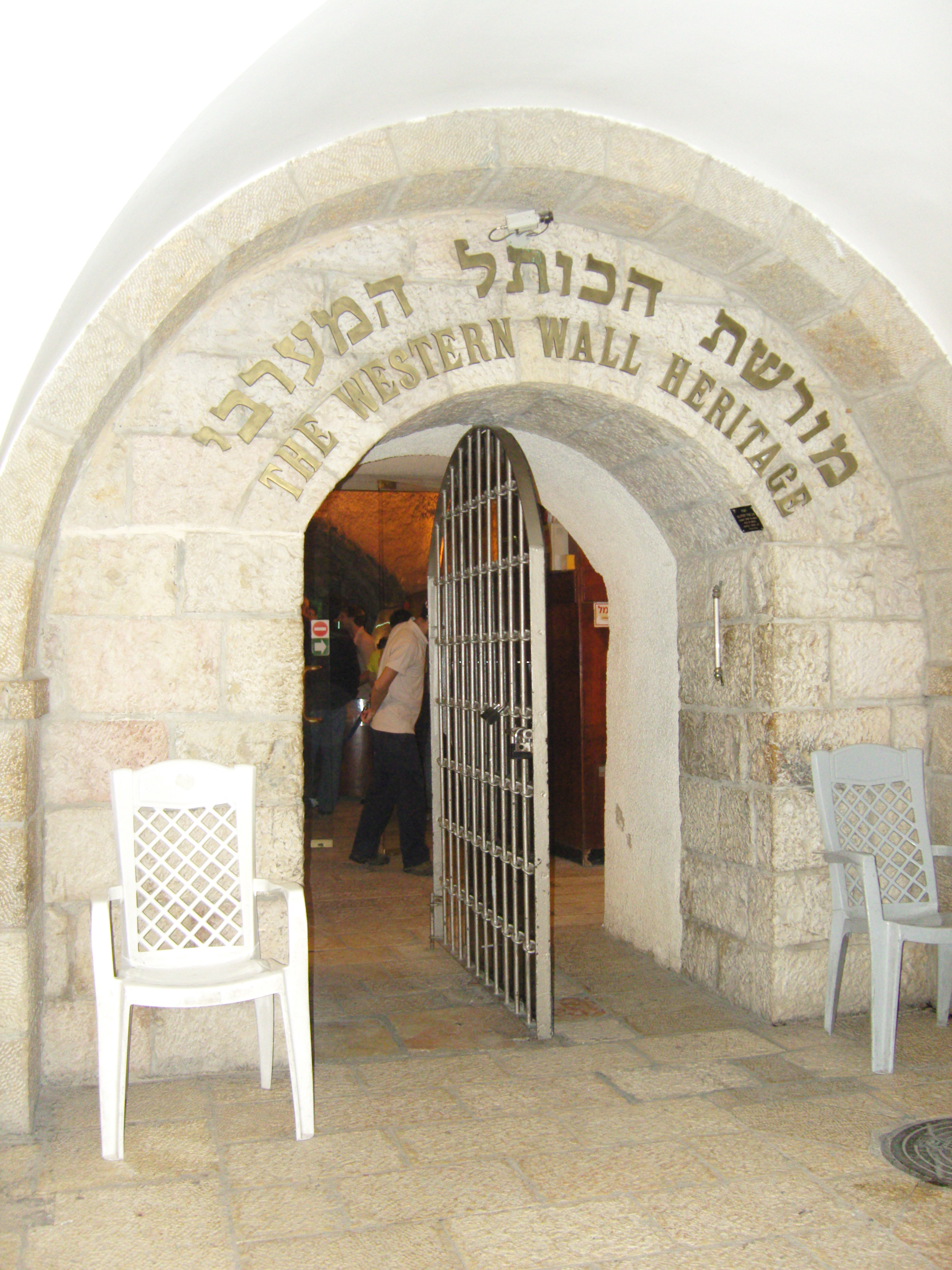
西墙隧道
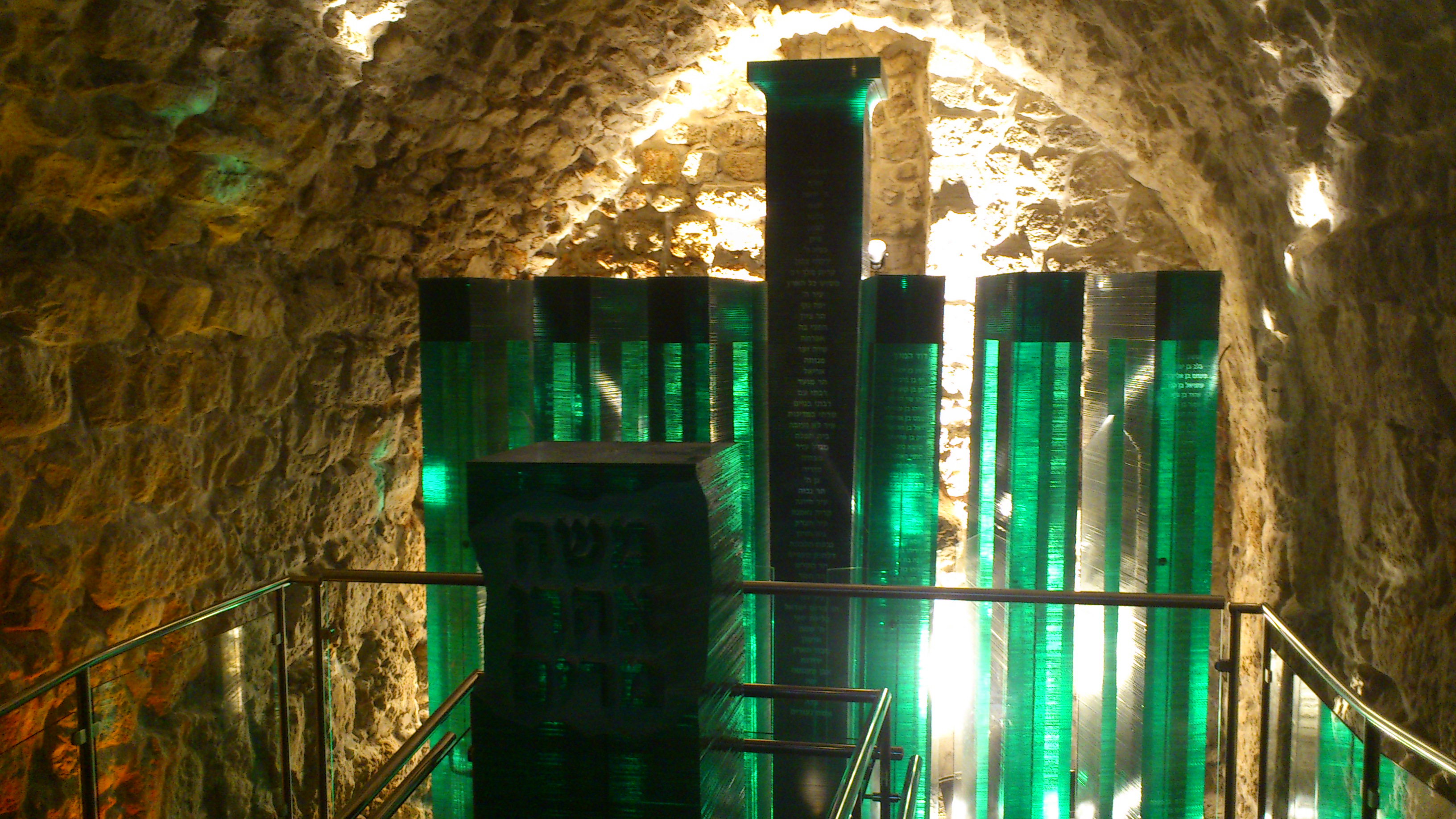
世代链中心
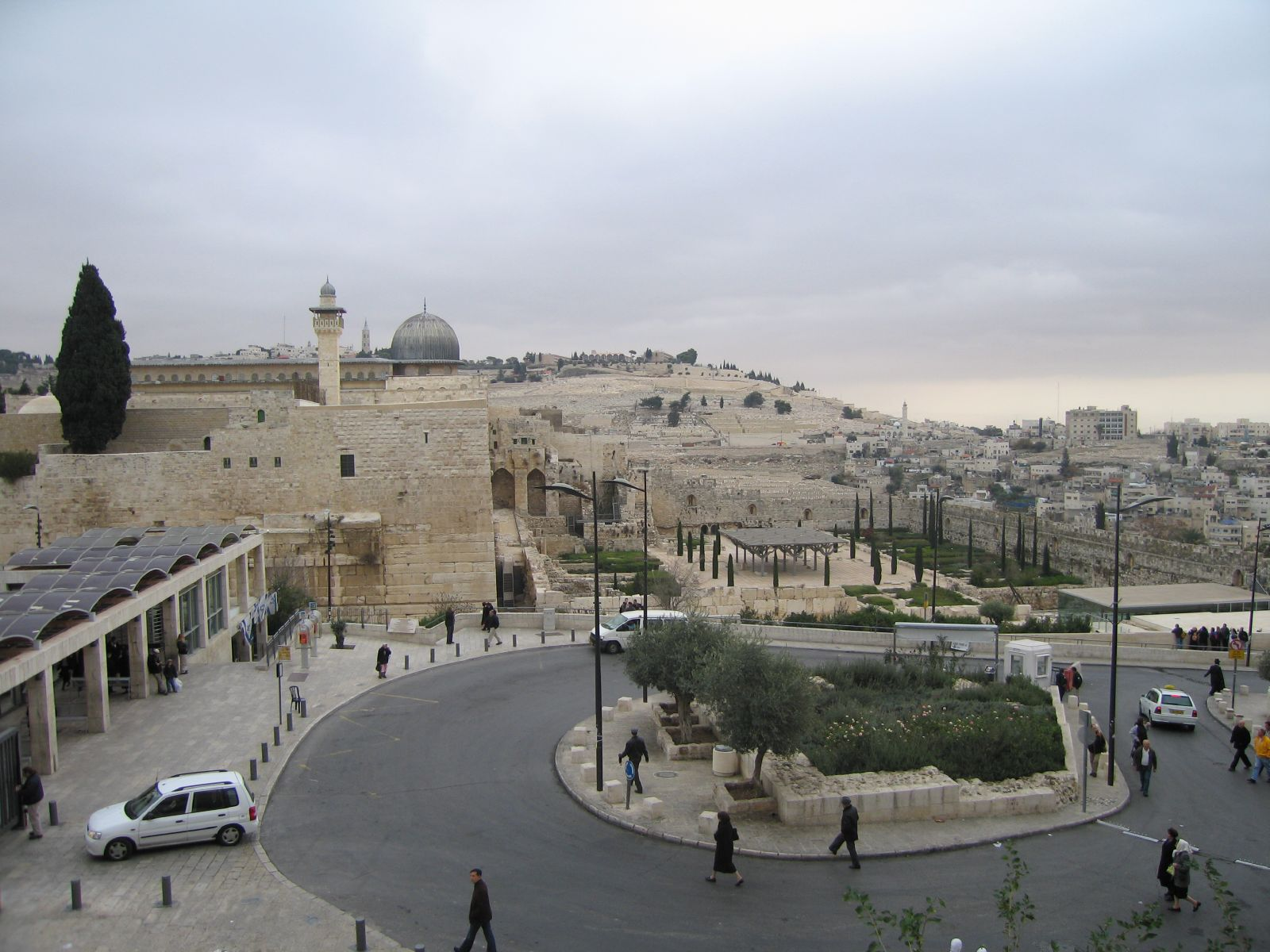
耶路撒冷考古公园
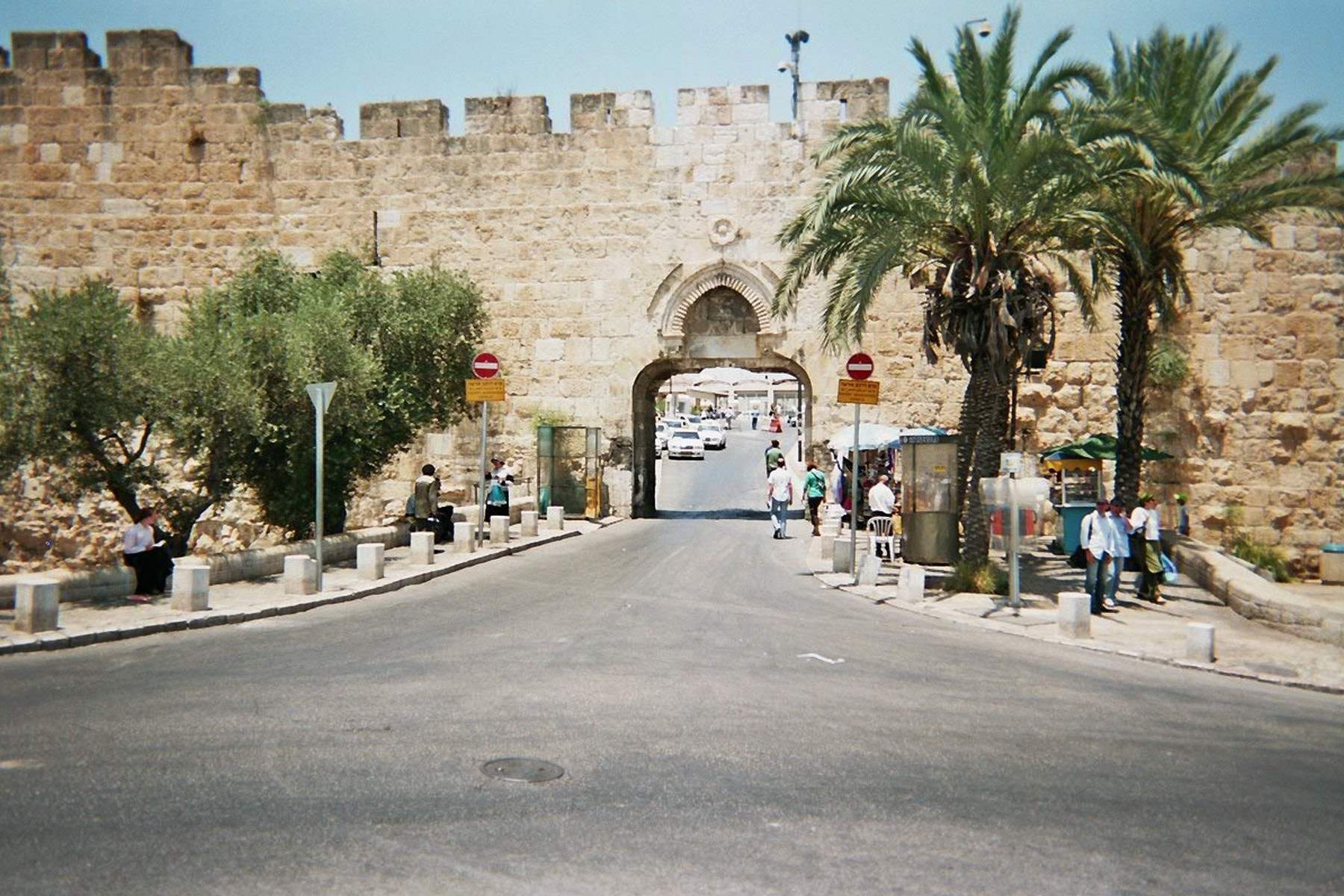
粪厂门